# Rifugio Cristina
Il rifugio Cristina è un rifugio alpino che si trova a 2.287 m s.l.m. nel territorio della Valmalenco, nel comune di Lanzada.

## Descrizione
Costruito nella fine della prima guerra mondiale dal signor Bricalli di Caspoggio, è ancora gestito dalla stessa famiglia dopo 4 generazioni.

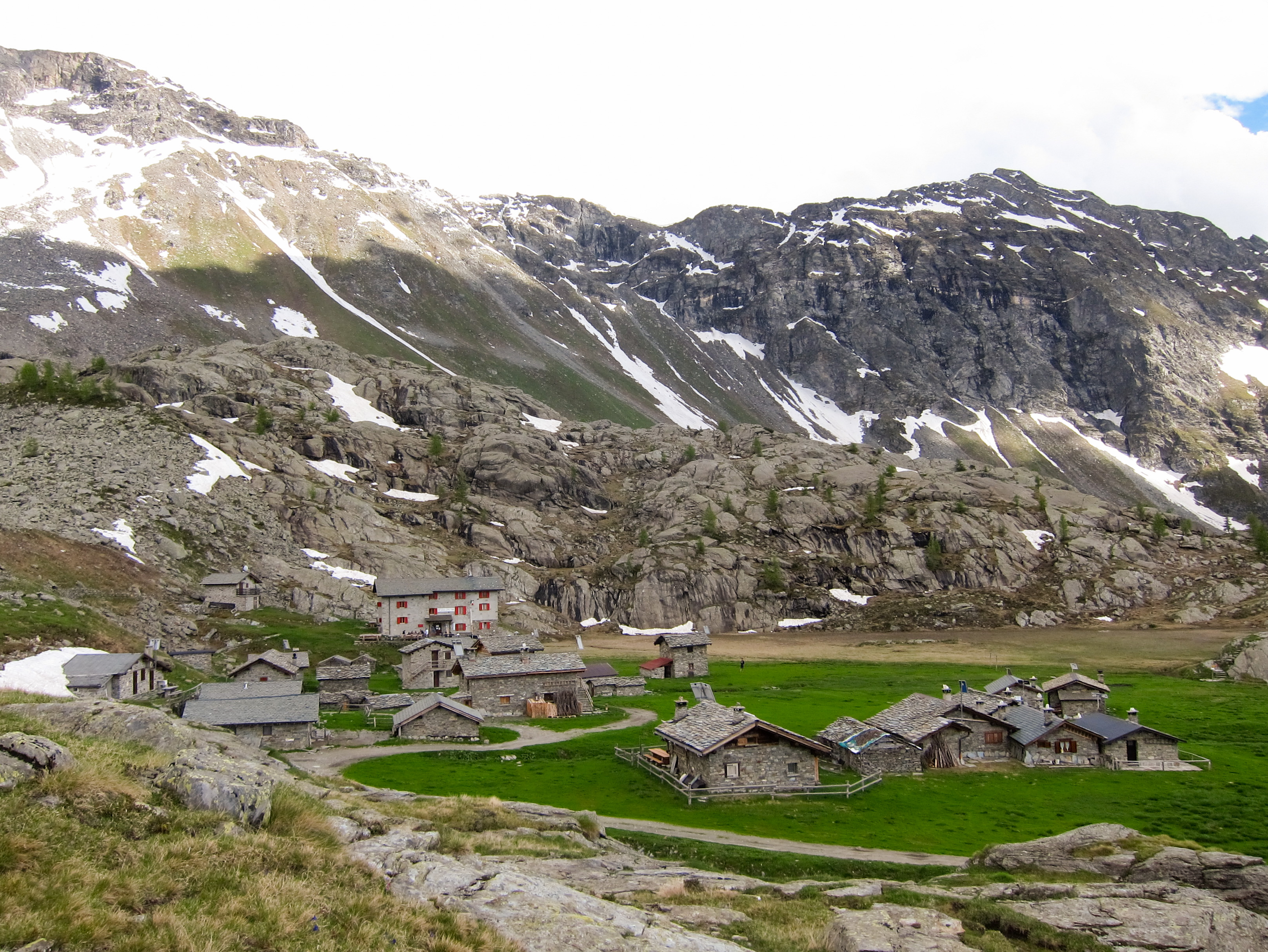
Veduta dell'Alpe Prabello (il rifugio Cristina è la costruzione con gli infissi di colore rosso)

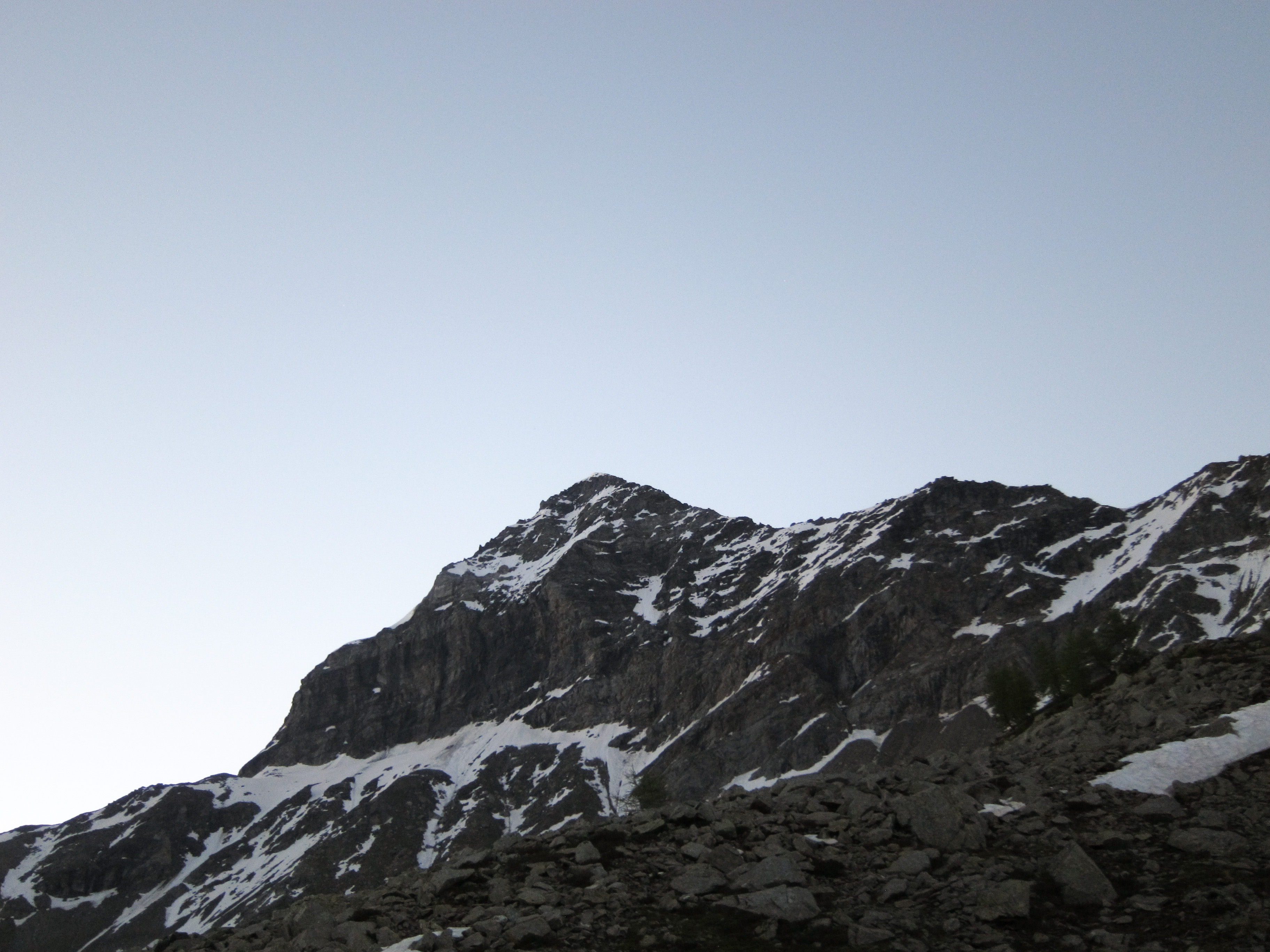
Veduta del Pizzo scalino dalle camere del Rifugio Cristina

## Ascensioni
- Pizzo Scalino - 3.323 m